# Soleymieux
Soleymieux est une commune française située dans le département de la Loire en région Auvergne-Rhône-Alpes.

## Géographie

### Situation
Soleymieux est dans les Monts du Forez, dans le quart sud-ouest du département de la Loire, à 5 km (à vol d'oiseau) du département du Puy-de-Dôme (63) à l'ouest et du parc naturel régional du Livradois-Forez. 
Sa préfecture Saint-Étienne est à 37 km (par route) est-sud-est et sous-préfecture Montbrison est à 15 km au nord. 
La commune de Soleymieux se trouve sur la route départementale D5 vers Margerie-Chantagret, en direction de Saint-Bonnet-le-Château, à côté de Saint-Jean-Soleymieux, près de Marols (village de caractère et d'artistes) et plus loin de Chenereilles (à 730 mètres d'altitude).

### Communes limitrophes

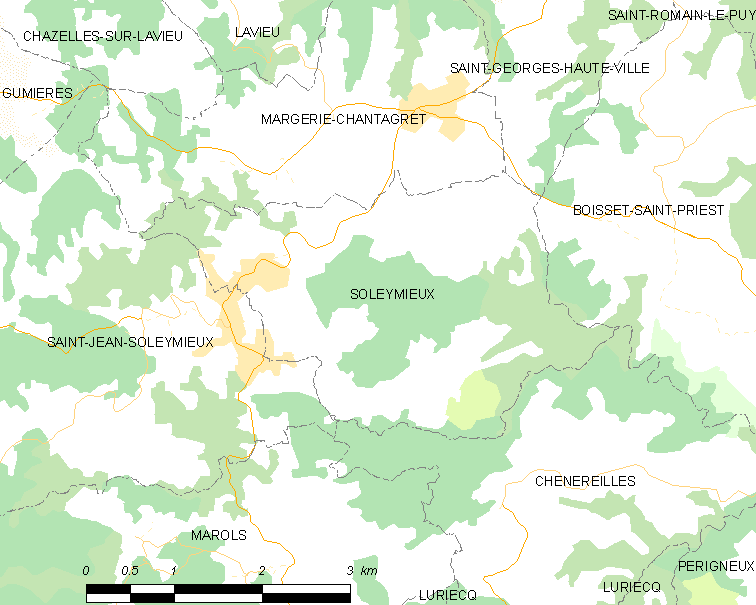
Localisation du village et des communes aux alentours

| Chazelles-sur-Lavieu Gumières | Lavieu Margerie-Chantagret | Saint-Romain-le-Puy Saint-Georges-Haute-Ville |
| Saint-Jean-Soleymieux         | Soleymieux                 | Boisset-Saint-Priest                          |
| Marols                        | Luriecq                    | Chenereilles Luriecq                          |

### Hameaux et lieux-dits
Elle comprend 10 hameaux et lieux-dits : Annézieux, Les Barges, La Cruzille, Les Everts, Gabeloux, Le Got, Le Violet, Fontamalard, Mollay, Le Pont.

### Hydronymie
La rivière La Mare relie la plupart des hameaux entre eux.

### Climat
Pour des articles plus généraux, voir Climat d'Auvergne-Rhône-Alpes et Climat de la Loire.
En 2010, le climat de la commune est de type climat des marges montargnardes, selon une étude du Centre national de la recherche scientifique s'appuyant sur une série de données couvrant la période 1971-2000. En 2020, Météo-France publie une typologie des climats de la France métropolitaine dans laquelle la commune est exposée à un climat de montagne ou de marges de montagne et est dans la région climatique  Nord-est du Massif Central, caractérisée par une pluviométrie annuelle de 800 à 1 200 mm, bien répartie dans l’année. 
Pour la période 1971-2000, la température annuelle moyenne est de 9,4 °C, avec une amplitude thermique annuelle de 16,1 °C. Le cumul annuel moyen de précipitations est de 897 mm, avec 9,9 jours de précipitations en janvier et 7,4 jours en juillet. Pour la période 1991-2020, la température moyenne annuelle observée sur la station météorologique de Météo-France la plus proche, « Saint-Bonnet-le-Chateau_sapc », sur la commune de Saint-Bonnet-le-Château à 10 km à vol d'oiseau, est de 10,1 °C et le cumul annuel moyen de précipitations est de 851,5 mm,. Pour l'avenir, les paramètres climatiques de la commune estimés pour 2050 selon différents scénarios d'émission de gaz à effet de serre sont consultables sur un site dédié publié par Météo-France en novembre 2022.

## Urbanisme

### Typologie
Au 1er janvier 2024, Soleymieux est catégorisée commune rurale à habitat dispersé, selon la nouvelle grille communale de densité à sept niveaux définie par l'Insee en 2022.
Elle est située hors unité urbaine. Par ailleurs la commune fait partie de l'aire d'attraction de Saint-Étienne, dont elle est une commune de la couronne,. Cette aire, qui regroupe 105 communes, est catégorisée dans les aires de 200 000 à moins de 700 000 habitants,.

## Histoire
D'après l'abbé Jacques Planchet, le nom de Soleymieu (écrit sans x jusqu'à peu) vient de Solemniacum, habitation de Solemnis.
Soleymieu aurait un passé gallo-romain, démontré par la mise au jour de deux vases datant sans doute de cette époque[réf. nécessaire]. On notera également que la voie Bolène passait juste à côté du bourg[réf. nécessaire]. Cette voie traverse la Mare au gué du hameau le Pont, 650 m à l'est du bourg ; de nos jours il y a là un pont médiéval.

## Blasonnement
|  | Les armoiries de Soleymieux se blasonnent ainsi : D'azur au pont d'une arche d'or, maçonné de sable, sur une rivière d'argent crêtée d'azur, chargée d'une truite de sable miraillée de gueules et de deux roues de (moulin) Sainte Catherine brochant sur le pont et la rivière, accompagné en chef d'un soleil d'or. |

## Politique et administration
| Période                                  | Période  | Identité                | Étiquette | Qualité |
| ---------------------------------------- | -------- | ----------------------- | --------- | ------- |
| Les données manquantes sont à compléter. |          |                         |           |         |
| 1792                                     | 1807     | Claude Bayle            |           |         |
| 1807                                     | 1811     | Pierre Rochat           |           |         |
| 1811                                     | 1813     | Jean Louis Vernaison    |           |         |
| 1813                                     | 1816     | Antoine Georges Gabriel |           |         |
| 1816                                     | 1821     | Claude Vital Rochat     |           |         |
| 1821                                     | 1832     | Pierre Antoine Avril    |           |         |
| 1832                                     | 1841     | Joseph Victor Morel     |           |         |
| 1841                                     | 1842     | Benoît Phalippon        |           |         |
| 1842                                     | 1848     | Pierre Mondon           |           |         |
| 1848                                     | 1855     | Pierre Antoine Avril    |           |         |
| 1855                                     | 1861     | Clément Mondon          |           |         |
| 1861                                     | 1865     | Hyppolite Robert        |           |         |
| 1865                                     | 1874     | Antoine Clavelloux      |           |         |
| 1874                                     | 1876     | Benoît Marquet          |           |         |
| 1876                                     | 1888     | Antoine Clavelloux      |           |         |
| 1888                                     | 1892     | Marcellin Bayle         |           |         |
| 1892                                     | 1901     | Mathieu Rivaux          |           |         |
| 1901                                     | 1902     | Mathieu Clavelloux      |           |         |
| 1902                                     | 1908     | Augustin Daurelle       |           |         |
| 1908                                     | 1934     | Claude Marie Rochette   |           |         |
| 1934                                     | 1939     | Joannès Mondon          |           |         |
| 1939                                     | 1956     | Elie Royet              |           |         |
| 1956                                     | 1959     | Joseph Laroche          |           |         |
| 1959                                     | 1965     | Marcel Gonon            |           |         |
| 1965                                     | 1969     | Henri Vial              |           |         |
| 1969                                     | 1988     | Albert Daurelle         |           |         |
| 1988                                     | 2001     | Thérèse Montet          |           |         |
| 2001                                     | 2008     | Jean Clavier            | DVD       |         |
| 2008                                     | mai 2020 | Jean-Louis Jayol        |           |         |
| mai 2020                                 | En cours | Julien Ronzier          |           |         |

Soleymieux faisait partie de la communauté de communes du Pays de Saint-Bonnet-le-Château de 1996 à 2016 puis a intégré Loire Forez Agglomération.

## Démographie
L'évolution du nombre d'habitants est connue à travers les recensements de la population effectués dans la commune depuis 1793. Pour les communes de moins de 10 000 habitants, une enquête de recensement portant sur toute la population est réalisée tous les cinq ans, les populations de référence des années intermédiaires étant quant à elles estimées par interpolation ou extrapolation. Pour la commune, le premier recensement exhaustif entrant dans le cadre du nouveau dispositif a été réalisé en 2005.

En 2022, la commune comptait 716 habitants, en évolution de +10,32 % par rapport à 2016 (Loire : +1,32 %, France hors Mayotte : +2,11 %).
| 1793 | 1800 | 1806 | 1821 | 1831 | 1836 | 1841 | 1846 | 1851 |
| ---- | ---- | ---- | ---- | ---- | ---- | ---- | ---- | ---- |
| 700  | 671  | 624  | 740  | 854  | 730  | 710  | 737  | 825  |

| 1856 | 1861 | 1866 | 1872 | 1876 | 1881 | 1886 | 1891 | 1896 |
| ---- | ---- | ---- | ---- | ---- | ---- | ---- | ---- | ---- |
| 755  | 808  | 770  | 692  | 821  | 900  | 822  | 840  | 926  |

| 1901 | 1906 | 1911 | 1921 | 1926 | 1931 | 1936 | 1946 | 1954 |
| ---- | ---- | ---- | ---- | ---- | ---- | ---- | ---- | ---- |
| 810  | 768  | 801  | 670  | 568  | 540  | 516  | 431  | 382  |

| 1962 | 1968 | 1975 | 1982 | 1990 | 1999 | 2005 | 2006 | 2010 |
| ---- | ---- | ---- | ---- | ---- | ---- | ---- | ---- | ---- |
| 384  | 358  | 324  | 374  | 387  | 470  | 565  | 580  | 644  |

| 2015 | 2020 | 2022 | - | - | - | - | - | - |
| ---- | ---- | ---- | - | - | - | - | - | - |
| 644  | 707  | 716  | - | - | - | - | - | - |

La population d'environ 690 habitants est en constante progression depuis 1975.

## Lieux et monuments
- La bourgade possède un environnement rural de qualité, des paysages variés et d'une grande beauté.
- La faune et la flore sont riches et diverses, des chemins       balisés assurent d'attrayantes balades.
- Église Sainte-Anne de Soleymieux. Une partie de l'église (le chœur, le clocher notamment) a été construit en 1348 dans le style gothique.[réf. nécessaire]

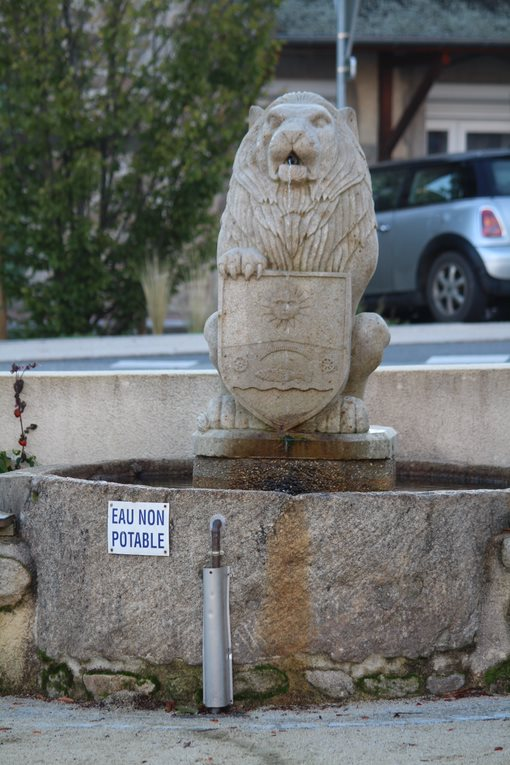
La nouvelle fontaine sur la place de la mairie
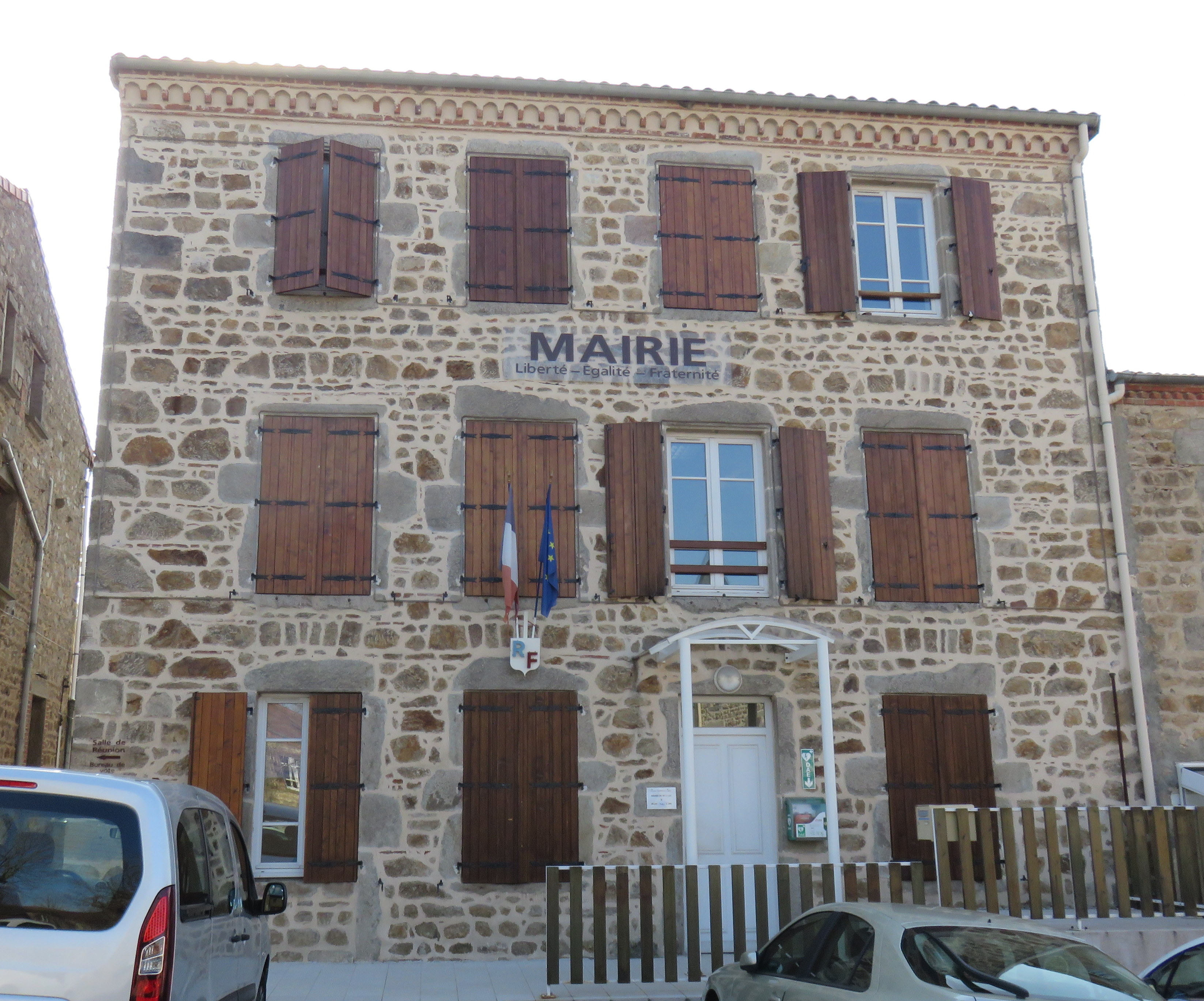
La mairie.
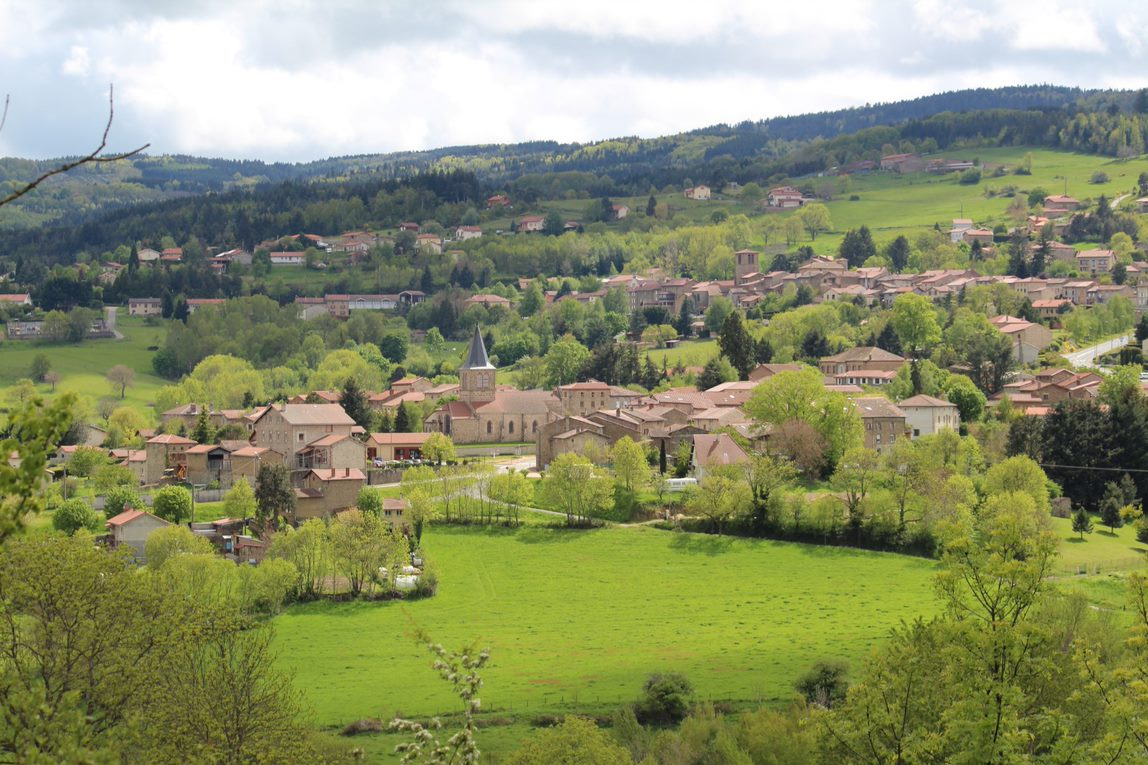
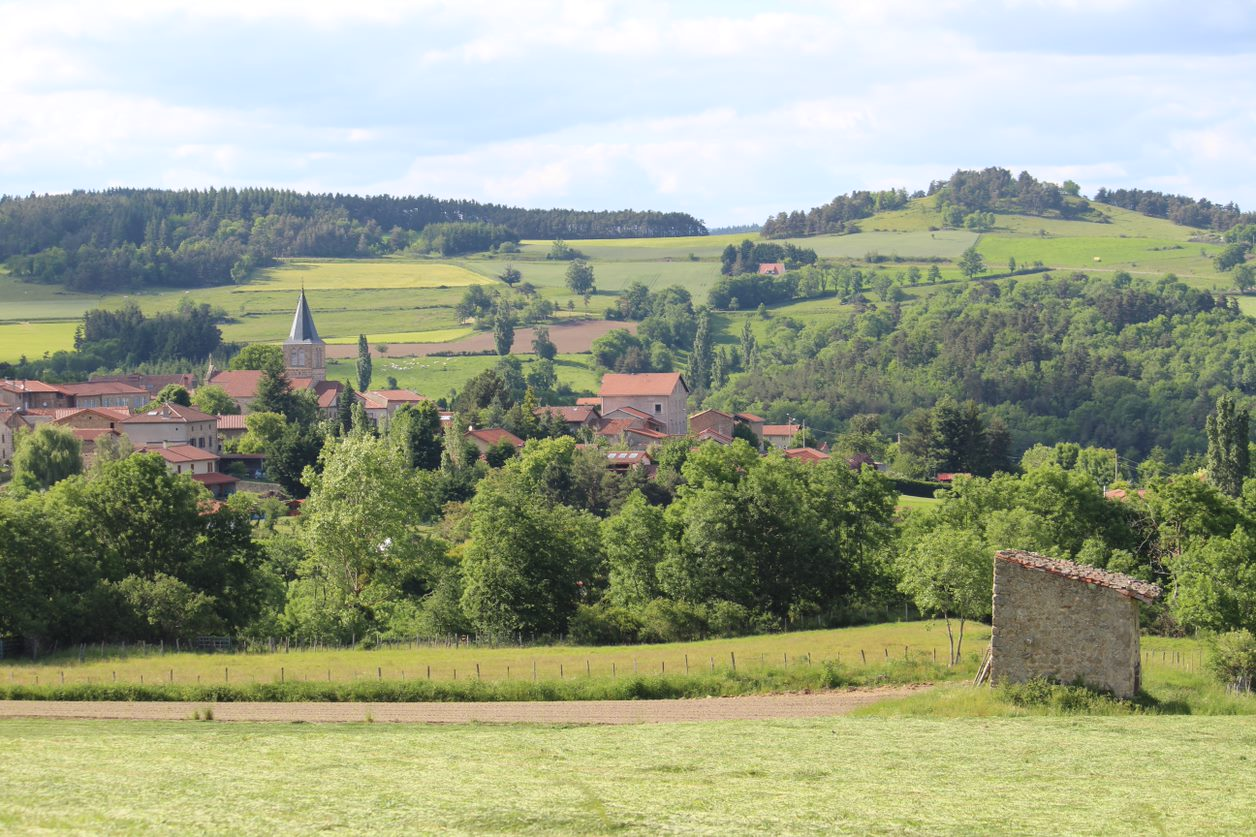
Vue depuis la route des Chômes
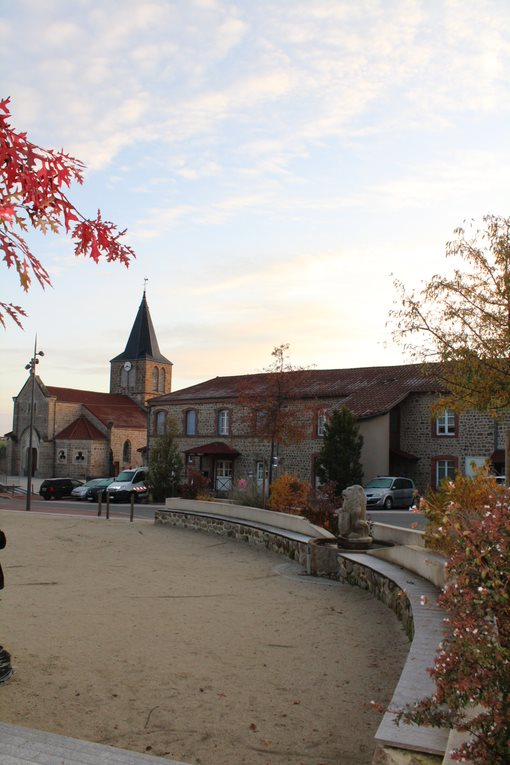
Place de la fontaine
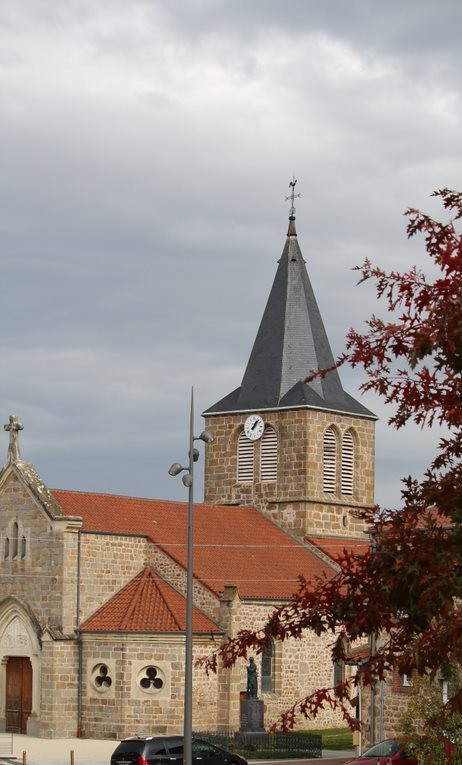
L'église.
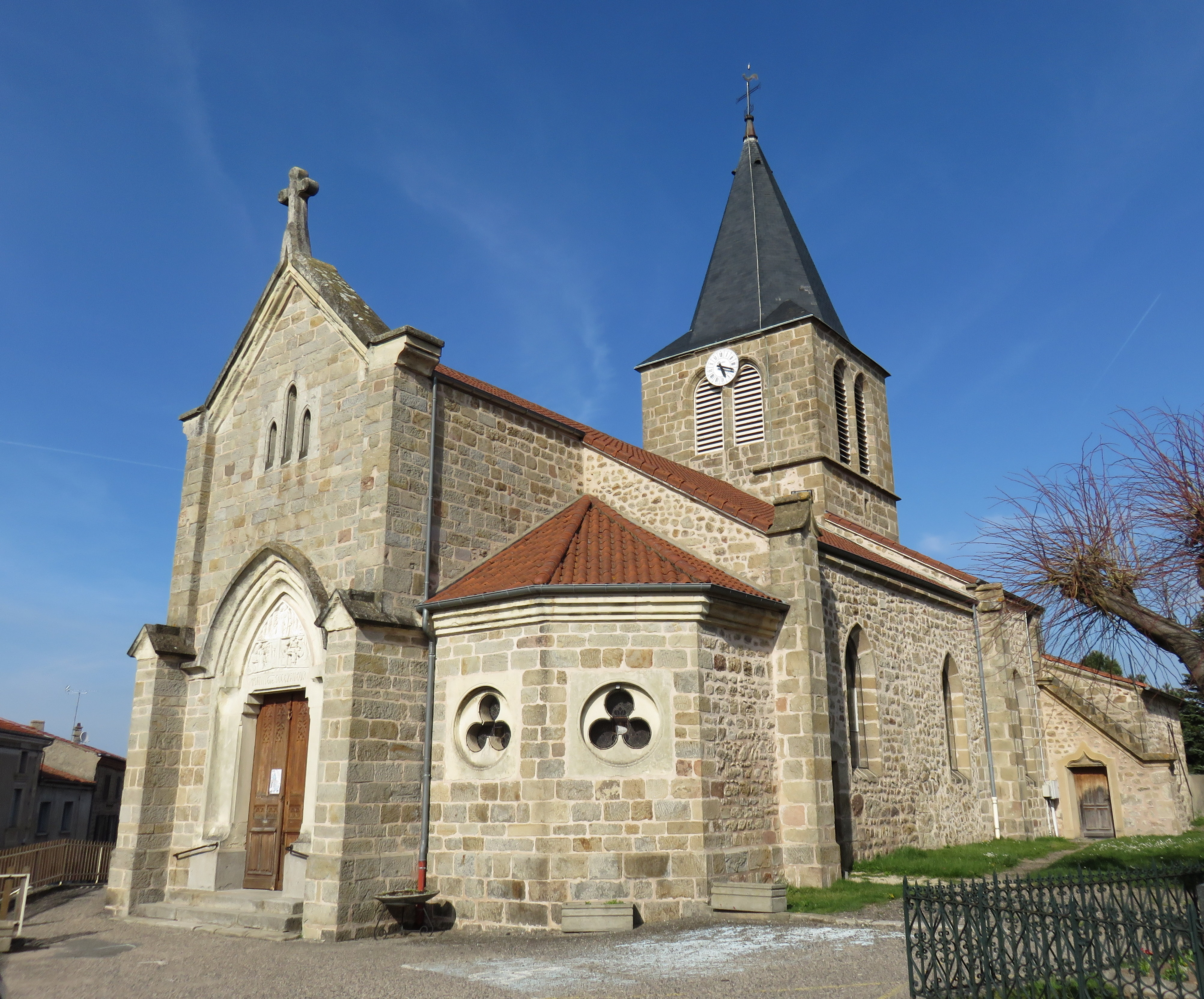
L'église
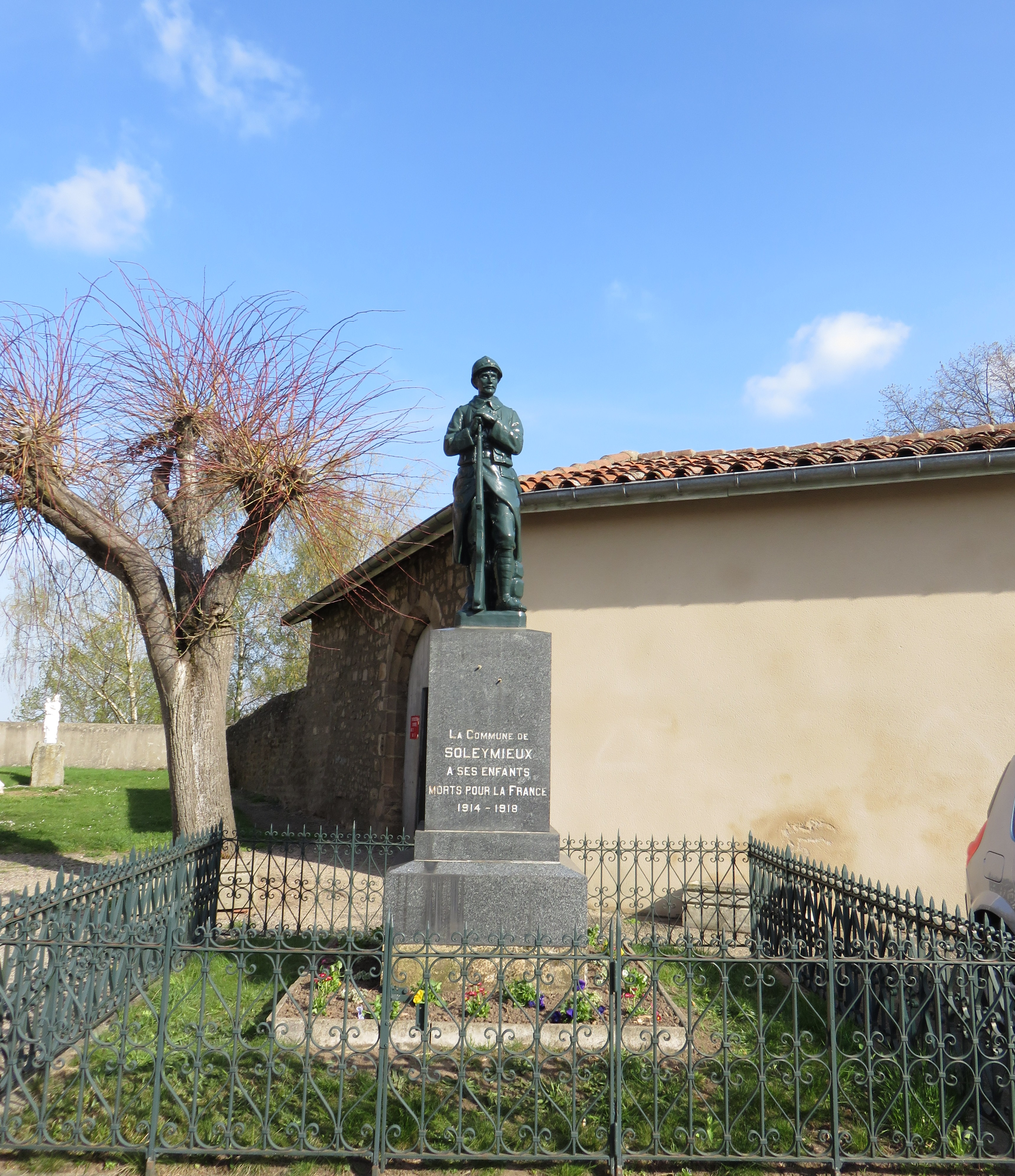
Le monument aux morts
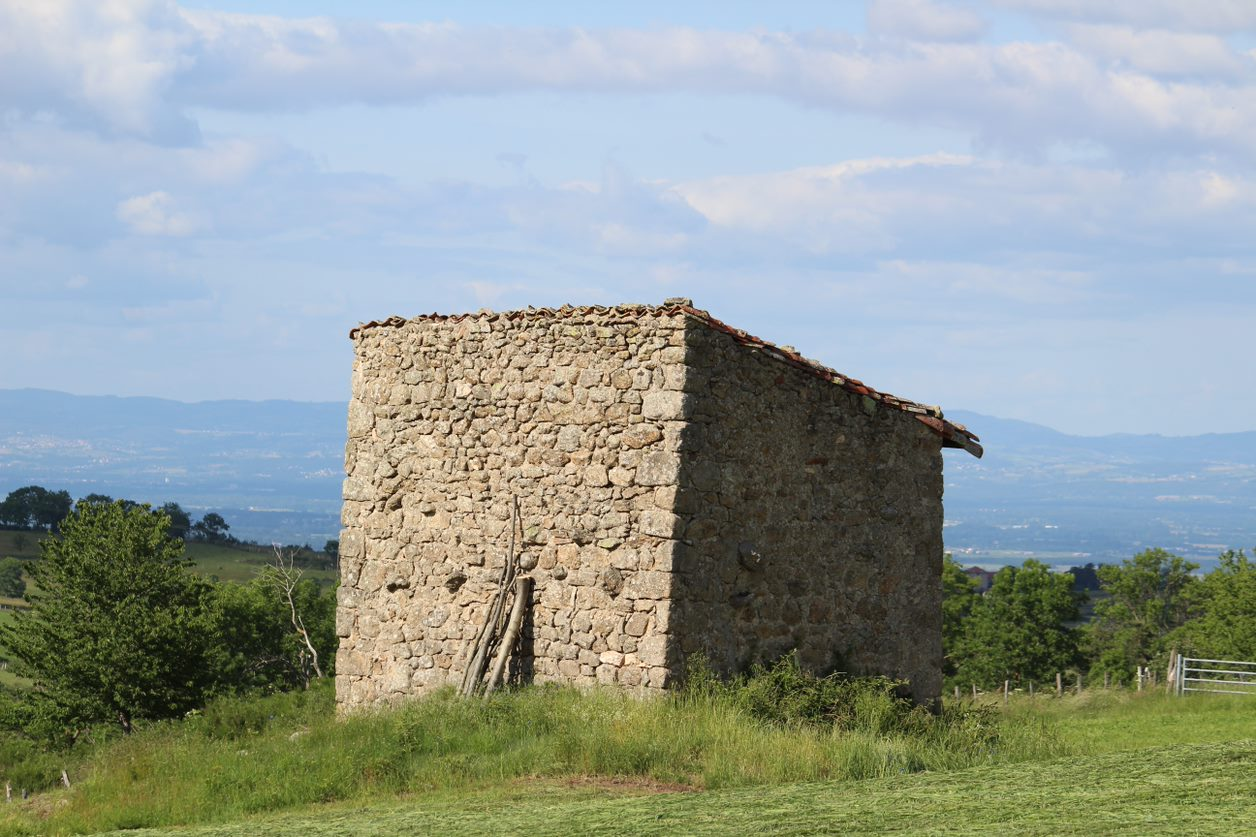
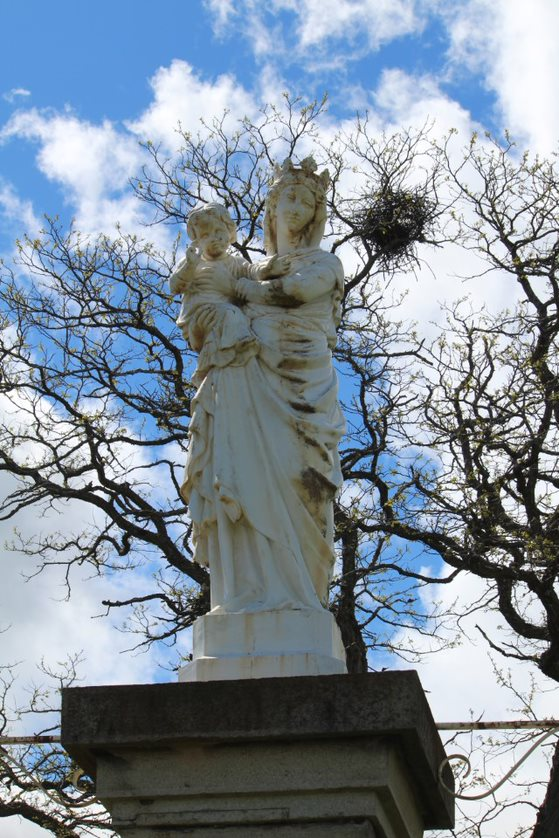
Madone de Soleymieux
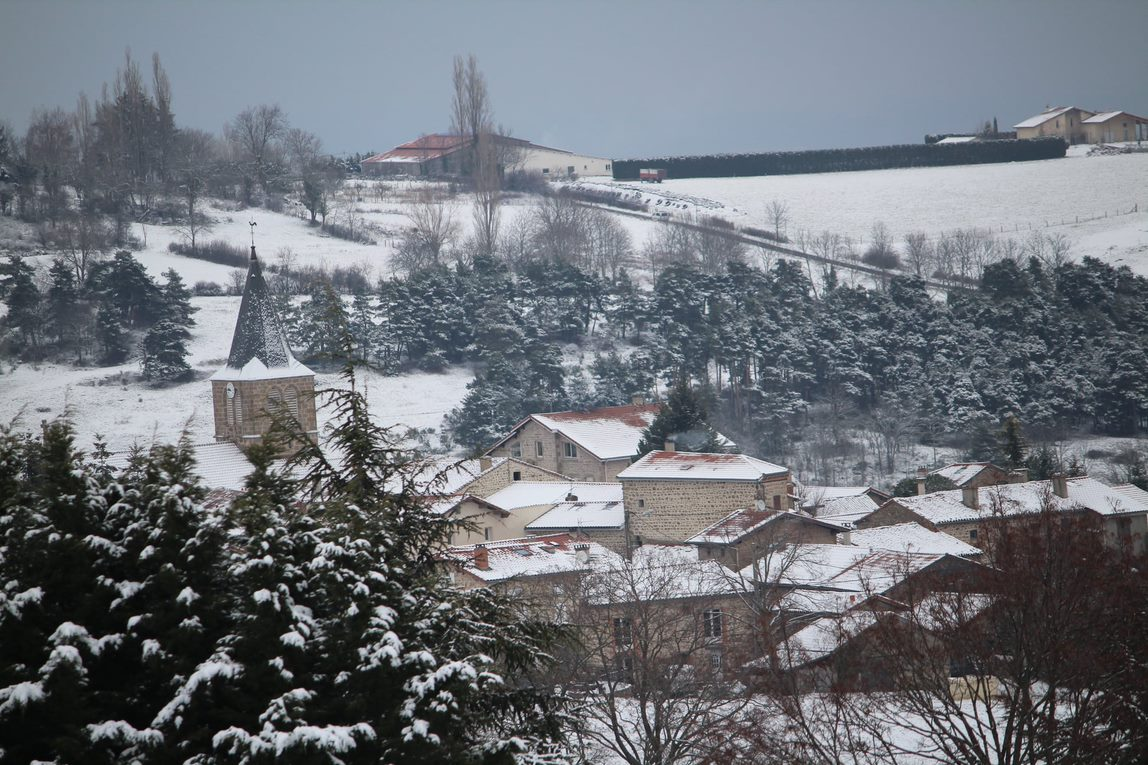
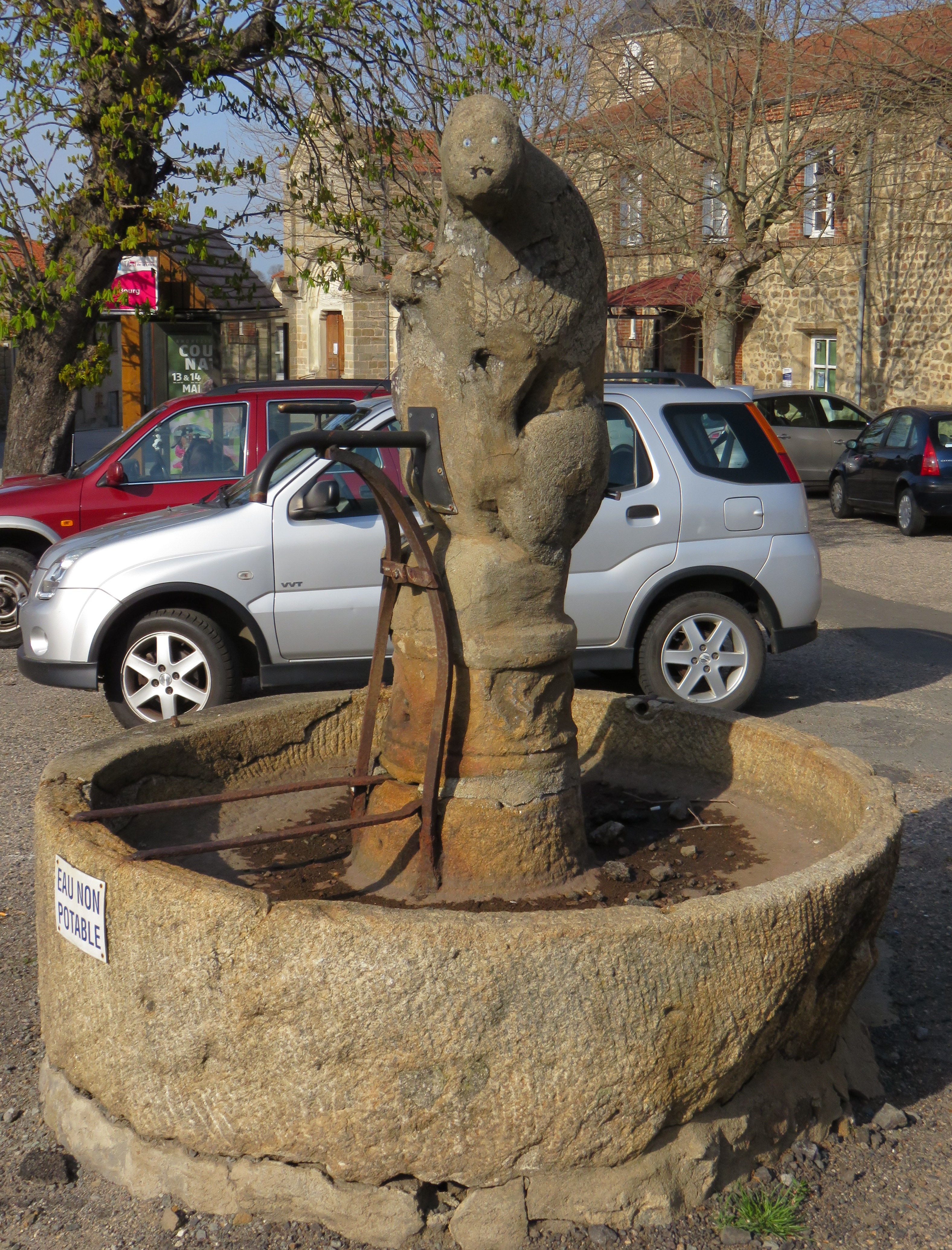
La fontaine sur la place de la mairie

## Économie, services, loisirs
L'élevage des bovins est une des principales activités des 8 agriculteurs de la commune.[réf. nécessaire]
Quatre médecins généralistes et un kinésithérapeute officient dans un centre médical avoisinant une pharmacie.[réf. nécessaire]
L'école communale est en regroupement pédagogique intercommunal avec St Jean Soleymieux et accueille des élèves de la maternelle au CM2. Une micro crèche reçoit une dizaine d'enfants quotidiennement.
Des associations dynamiques proposent des activités festives et culturelles.

## Personnalités liées à la commune
- Joseph Sautel (1880-1955), prêtre et archéologue né à Soleymieux, a découvert les sites qui rendirent Vaison-la-Romaine célèbre.